# Gary Magness
Gary Magness (* 26. Februar 1954 in Memphis, Texas) ist ein US-amerikanischer Unternehmer und Filmproduzent. 

## Leben
Magness wurde als Sohn einer Landwirtschaftsfamilie geboren, die vor allem durch Rinderzucht und Baumwollanbau erfolgreich war. 1956 verkauften sie jedoch ihre Farm und zogen nach Montana, wo sie ins Kabelfernsehen einstiegen.
1968 wurde die Firma seiner Eltern zu Tele-Communications Inc., der zehntgrößten Kabelfernsehfirma in den Vereinigten Staaten und seine Eltern zu Multimillionären. Heute noch hält er einen beträchtlichen Anteil an AT&T-Aktien, mit denen Tele-Communications Inc. in den 1990ern fusionierte. In diesem Umfeld wuchs Gary Magness auf. Seine ersten beruflichen Erfahrungen machte er beim Kabelfernsehen.
Nach seinem Highschool-Abschluss schlug er jedoch zunächst einen anderen Weg ein. Er studierte am College of California und am Western State College of Colorado Landwirtschaft. Dort betrieb er sehr erfolgreich Rinderzucht. Seine Ranch entwickelte sich von einem kleinen Einmann-Betrieb zu einem hochtechnisierten Betrieb, der nach neuesten wissenschaftlichen Standards betrieben wurde. Anfang der 1980er spezialisierte er sich auf Limousin-Rinder. Mit seiner Firma Magness Land & Cattle machte er seine erste Million. Daneben betrieb er eine Filiale von Mango Motors, ein Autohaus, das sich auf Oldtimer spezialisiert hat. Hinzu kam das Rechenzentrum Fortrust in Denver, Colorado, das am 28. Juli 2017 für 128 Millionen an Iron Mountain verkauft wurde.
Sein Vermögen beträgt laut Forbes-Liste The World's Billionaires 2018, wo er Platz 1650 belegt, rund 1,4 Milliarden US-Dollar.
Zusammen mit seiner Frau Sarah Siegel-Magness gründete er die Filmproduktionsfirma Smokewood Entertainment. Magness produzierte bislang die Filme Tennessee (2008), Precious – Das Leben ist kostbar (2009), Judy Moody und der voll coole Sommer (2011) und Crazy Kind of Love (2013).
Für Precious – Das Leben ist kostbar war er gemeinsam mit seiner Frau und Lee Daniels 2010 für den Oscar in der Kategorie Bester Film nominiert. Die drei gewannen im gleichen Jahr den Black Reel Award und den Independent Spirit Award.

## Filmografie
- 2008: Tennessee
- 2009: Precious – Das Leben ist kostbar (Precious)
- 2011: Judy Moody und der voll coole Sommer (Judy Moody and the Not Bummer Summer)
- 2013: Crazy Kind of Love